# Top Chef Italia
Top Chef Italia è stato un programma televisivo italiano in onda dal 2016 al 2017 su NOVE, adattamento del talent show culinario d'origine statunitense Top Chef.
Il programma era una gara di cucina tra cuochi professionisti. I giudici del programma sono i cuochi Annie Féolde, Giuliano Baldessari, (Moreno Cedroni, nella prima stagione) e Mauro Colagreco.
Il vincitore del programma si aggiudicava un montepremi di 50000 €, una fornitura alimentare da parte del cash & carry Metro ed il trofeo.
Discovery ha prodotto finora due edizioni, e lo speciale Top Chef Cup.

## Edizioni
| Edizione | Periodo           | Periodo         | Puntate | Concorrenti | Giudici      | Giudici             | Giudici         | Giudici        | Vincitore       |
| Edizione | Inizio            | Fine            | Puntate | Concorrenti | Giudici      | Giudici             | Giudici         | Giudici        | Vincitore       |
| -------- | ----------------- | --------------- | ------- | ----------- | ------------ | ------------------- | --------------- | -------------- | --------------- |
| 1        | 14 settembre 2016 | 2 novembre 2016 | 8       | 15          | Annie Féolde | Giuliano Baldessari | Mauro Colagreco | Moreno Cedroni | Matteo Fronduti |
| 2        | 7 settembre 2017  | 9 novembre 2017 | 10      | 16          | Annie Féolde | Giuliano Baldessari | Mauro Colagreco | Non presente   | Fabiana Scarica |

## Svolgimento
In questo programma, partecipano quindici chef professionisti, i quali devono sfidarsi in una serie di prove per vincere il montepremi finale di 50000 €, una fornitura speciale Metro e il titolo di Top Chef d'Italia.
Ogni puntata, prevede quattro prove di cui due eliminatorie:
- Quickfire Test: in questa prova, partecipano tutti i concorrenti, gareggiando individualmente dopo aver scelto una delle due cloche contenenti ingredienti diversi a tema della prova. Al termine della sfida, viene determinato un gruppo vincitore che accede direttamente alla seconda parte della puntata ed un gruppo perdente che sarà a rischio di eliminazione, dove il peggiore tra questi andrà alla prova del Cook Off. Nella prima edizione, in questa prova, lo chef che aveva preparato il piatto migliore vinceva un premio di 5000 € e aveva un vantaggio nella terza prova.
- Cook Off: in questa sfida eliminatoria, il peggiore della prima prova dovrà decidere chi sfidare tra il gruppo dei peggiori del Quickfire Test. In questa prova, lo sfidato potrà scegliere il tema o l'ingrediente su cui si dovranno affrontare, e al termine della gara verrà eliminato un concorrente.
- L'Esterna: a questa gara, partecipano i concorrenti migliori della prima prova. Essi possono essere divisi in squadre, in coppie o individualmente e sono chiamati a confrontarsi con piatti o tecniche legati al territorio che li ospita. Al termine della sfida, i vincitori accedono direttamente alla puntata successiva, mentre i perdenti saranno a rischio eliminazione e andranno a giocare all'ultima gara.
- Final Blade: In quest'ultima prova, gli chef perdenti della prova precedente, in particolare, il capitano della squadra perdente ed un concorrente a sua scelta della stessa squadra dovranno cucinare in una manche a tema e sorprendere i giudici per assicurarsi la permanenza. Al termine della gara, verrà decretato lo chef peggiore che verrà eliminato definitivamente.

A partire dalla seconda edizione, le prove de L'Esterna e del Final Blade sono state presenti solo in alcune puntate. Inoltre, il vincitore del Quickfire Test sempre in alcune puntate, poteva scegliere se vincere un premio di 5000 € oppure di avere un vantaggio nella terza prova.